# Kašna (Štramberk)
Kašna se nachází uprostřed Náměstí ve Štramberku v okrese Nový Jičín. Kašna byla zapsána do Ústředního seznamu kulturních památek ČR před rokem 1988 a je součástí městské památkové zóny.

## Popis
Po zavedení vodovodu ve Štramberku byla v roce 1898 uprostřed náměstí na terasovitém schodišti postavena novorenesanční kašna. Na této terase vyrovnávající nerovnosti terénu spočívá polygonální pískovcová nádrž, v jejímž středu je na betonovém soklu litinová fontána, kterou vyrobily železárny v Blansku. Litinová fontána má zvonový podstavec zdobený festony, akanty a květy a členěný prstenci. Na něj nasedá plochá mísa s dekorem mušle, na níž je socha bohyně Hygie, oděné do zřasených šatů. Na pravém rameni drží amforu zakončenou mísou, ze které tryská voda. Ta padá do dolní mísy a pak do pískovcové nádrže.
Pod pumpou vedle kašny je studna městského pivovaru.